# Adrian Uhr
Adrian Uhr (* 1995 in Menzingen ZG) ist ein Schweizer Unihockeyspieler, welcher beim Nationalliga-A-Verein Zug United unter Vertrag steht.

## Leben
Adrian Uhr wuchs in Dierikon auf lebt in der Stadt Zug. Von Beruf ist er Primarlehrer.
Adrian Uhr spielte zunächst für die Gisikon Tigers und Astros Rotkreuz. Seit 2009 steht er bei Zug United unter Vertrag. Seit 2012 gehört er als Verteidiger zum dortigen Fanionteam (erste Mannschaft). Mit Zug United stieg er 2017 in die höchste Liga auf und gewann 2020 den Schweizer Cup.